# Баюл, Оксана Сергеевна
Окса́на Серге́евна Баю́л (укр. Оксана Сергіївна Баюл; род. 16 ноября 1977, Днепропетровск, Украинская ССР, СССР) — украинская фигуристка, выступавшая в женском одиночном катании. Первая в истории Украины олимпийская чемпионка (1994), чемпионка мира (1993) и двукратная чемпионка Украины (1993, 1994).
Заслуженный мастер спорта Украины.

## Биография
Оксана Баюл родилась 16 ноября 1977 года в Днепропетровске. Фигурным катанием начала заниматься в 1982 году, в четыре года. Её первым тренером был Станислав Корытек.
Родители Оксаны развелись в 1980 году, когда ей было всего 2 года. После этого её отец, Сергей Иванович Баюл (ум. 2006), работавший инженером-механиком, полностью исчез из жизни Оксаны, её воспитывали мать — Марина Баюл, учитель французского языка, и отчим Анатолий. Мать занималась танцами и хотела, чтобы дочь стала балериной. Марина Баюл (ок. 1955—1991) умерла от рака яичников в августе 1991 года, когда Оксане было 13 лет. Её дед и бабка — Аграфена Ивановна — по материнской линии к тому времени уже умерли и, не имея других родственников, она осталась круглой сиротой. Раньше они жили вместе в трёхкомнатной квартире.
Тренер Оксаны поначалу присматривал за ней. Но после того, как он эмигрировал в Канаду, она осталась совсем одна и спала на койке на своём родном катке. В 1991 году её забрала к себе Галина Змиевская — ведущий одесский тренер по фигурному катанию — и выделила Оксане маленькую спальню в своей крошечной трёхкомнатной квартире, в которой спала также одна из её дочерей. Зять и воспитанник Змиевской — олимпийский чемпион Виктор Петренко — помог покрыть расходы Баюл. Её вторым тренером стал Валентин Николаев.

### Карьера
Карьера Баюл переполнена курьезными и драматичными ситуациями. В одном из первых выступлений на международных соревнованиях, на Nations Cup в ноябре 1992 года, 14-летняя Оксана упала на прыжке во вращении, однако сумела неожиданно обыграть падение танцевальными движениями, а затем с третьей попытки выполнила тройной сальхов. В январе 1993 года она дебютировала на чемпионате Европы. В оригинальной программе ошиблась в каскаде прыжков, вместо тройного лутца выполнив двойной. Через полторы минуты после начала программы, обнаружив, что катается с расшнурованным ботинком, остановила исполнение и обратилась к судьям. После совещания рефери позволили заново исполнить всю программу. Во второй раз выполнила тройной лутц в каскаде. Поражённые судьи поставили оценки вплоть до 5,8. 

#### Олимпиада 1994 года
На тренировке перед произвольной программой фигуристка из ФРГ Таня Шевченко столкнулась с Баюл, повредив ей коньком голень, была также ушиблена спина. Баюл были наложены швы. Врач немецкой сборной сделал ей несколько инъекций обезболивающих средств, в таком состоянии Баюл исполняла произвольную программу, выполнив пять тройных прыжков, вновь с присущими ей артистизмом и музыкальностью. В конце программы Змиевская, понимая, что в программе не хватает каскада прыжков, крикнула об этом из-за бортика, и Оксана поменяла программу, в последние секунды добавив каскад двойной аксель — двойной тулуп. 
После Игр президент Украины, Л. Кравчук пригласил Баюл, единственную олимпийскую чемпионку 1994 от Украины, в делегацию, посетившую США.

### После спорта
В 1994 году Баюл переехала в США, выступала в профессионалах. Будучи в состоянии алкогольного опьянения, попала в автомобильную аварию, после чего попала под суд в 1997 году и была осуждена на условный срок. Страдала алкоголизмом, прошла реабилитацию. Сейчас продолжает выступления и занимается бизнесом, издала две книги на английском языке. В 2001 покинула, однако в 2005 вернулась в профессиональный спорт. Оставалась гражданкой Украины, имея вид на жительство в США, жила в квартире площадью почти 200 квадратных метров на 17-м этаже высотного дома в Нью-Джерси.
В 2010 году Баюл ненадолго вернулась на Украину, поступила в Национальный педагогический университет имени Драгоманова в Киеве на факультет «Тренерская работа», планировала создание школы фигурного катания. Однако уже через 4 месяца Баюл покинула университет и вернулась в США из-за конфликта с приглашавшими её чиновниками и Галиной Змиевской.
В 2015 году Баюл объявила о том, что давно прекратила общение со Змиевской и Петренко и обвинила своего экс-тренера в присвоении значительных сумм в период её карьеры. Инициировала несколько судебных исков в США, обвиняя своих агентов и спонсоров в неправильном распределении прибыли и незаконном использовании её имени.
В 2021 году отказалась от украинского гражданства в пользу гражданства США.

## Государственные награды
- Почётный знак отличия Президента Украины (19 августа 1993) — за достижения выдающихся спортивных результатов на чемпионатах мира и Европы, утверждение авторитета Украины на мировой спортивной арене[24].

## Книги
- Baiul, Oksana. (1997). Oksana: My Own Story (рус. «Оксана: Моя история»). Random House Books. ISBN 0-679-88382-7.
- Baiul, Oksana. (1997). Secrets of Skating. (рус. «Секреты катания») Universe / Rizzoli. ISBN 0-7893-0104-0.

## Благотворительность
Оксана Баюл помогает воспитанникам детского дома в Одессе, над которыми шефствует благотворительная еврейская организация.

## Спортивные достижения
| Соревнования/Сезон                  | 1990 | 1991 | 1992 | 1993 | 1994 |
| Зимние Олимпийские игры             |      |      |      |      | 1    |
| Чемпионаты мира                     |      |      |      | 1    |      |
| Чемпионаты Европы                   |      |      |      | 2    | 2    |
| Чемпионаты СССР                     | 12   | 10   |      |      |      |
| Чемпионаты Украины                  |      |      |      | 1    | 1    |
| Этапы серии Гран-при: Skate America |      |      |      | 1    |      |
| Nations Cup                         |      |      | 4    | 2    |      |